# Lazarets de la Grande-Chaloupe
Les lazarets de la Grande-Chaloupe sont des lazarets situés au nord-ouest de La Réunion, département et région d'outre-mer français. Ils sont créés à partir de 1860, alors que l'île était encore une colonie du Second empire colonial. Ils servaient de lieu de quarantaine pour les Indiens et autres travailleurs arrivant dans l'île en tant qu'engagés.

## Situation
Ils sont situés au lieu dit la Grande Chaloupe, dans une ravine isolée du même nom servant de limite entre la commune de Saint-Denis et celle de La Possession (le lazaret no 1 se situe sur la commune de La Possession, le lazaret no 2 sur celle de Saint-Denis). Avec le lazaret de la Ravine-à-Jacques, au sud duquel ils se trouvent, il s'agissait du plus important établissement de ce type sur l'île.

## Historique
Le lazaret no 1 a été créé en 1860 pour remplacer le lazaret de la Ravine-à-Jacques, mal situé dans un site encaissé et devenu trop petit. Au cours des années suivantes, plusieurs bâtiments y ont été construits : deux dortoirs, une infirmerie servant de pavillon d'isolement, ainsi qu'une longère. Au centre de la cour se trouvait une fontaine avec deux bassins. Il y avait aussi un cimetière. L'ensemble était ceint de murs. Il a été inscrit à l'Inventaire supplémentaire des Monuments historiques le 22 octobre 1998,,.
Un des dortoirs et le pavillon d'isolement/d'infirmerie ont été restaurés entre 2004 et 2011 par l'association C.H.A.M (Chantiers Histoire et Architecture Médiévales). Le dortoir no 2 est occupé par la Direction départementale de l'Équipement et ne se visite pas. Le pavillon d'isolement/d'infirmerie héberge aujourd'hui une exposition permanente sur le thème Engagisme et quarantaine et la longère, partiellement détruite par un éboulement, une exposition sur les plantes de La Réunion, Métissage végétal ou apprendre les plantes et leurs usages au temps de l’engagisme.
Le lazaret no 2 est situé plus d'un kilomètre en amont, plus près du torrent. Il comportait trois bâtiments dans une enceinte : un bâtiment administratif et deux dortoirs. Une partie de l'enceinte et du bâtiment administratif a été emportée lors de fortes pluies et le reste est encore à l'état de ruines (non-ouvertes à la visite). Entre 1999 et 2020, des bénévoles de l'association Chantiers Histoire et Architecture Médiévales ont participé à des travaux de restauration des lazarets.
Des fouilles archéologiques y ont été conduites d'août à octobre 2012. Quelques-uns de leurs résultats sont exposés au pavillon d'isolement du lazaret no 1.

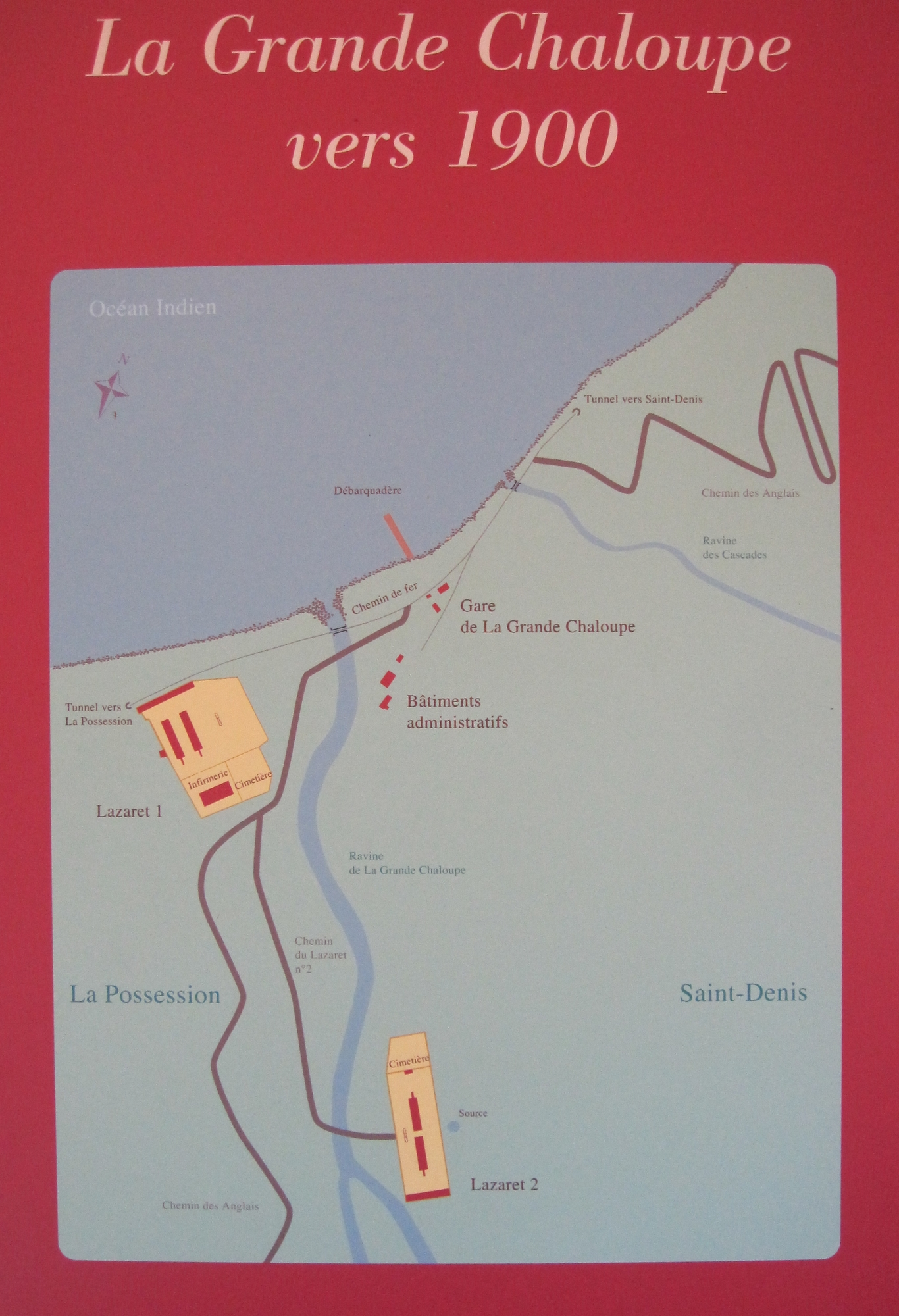
La Grande Chaloupe vers 1900, avec la situation des deux lazarets.
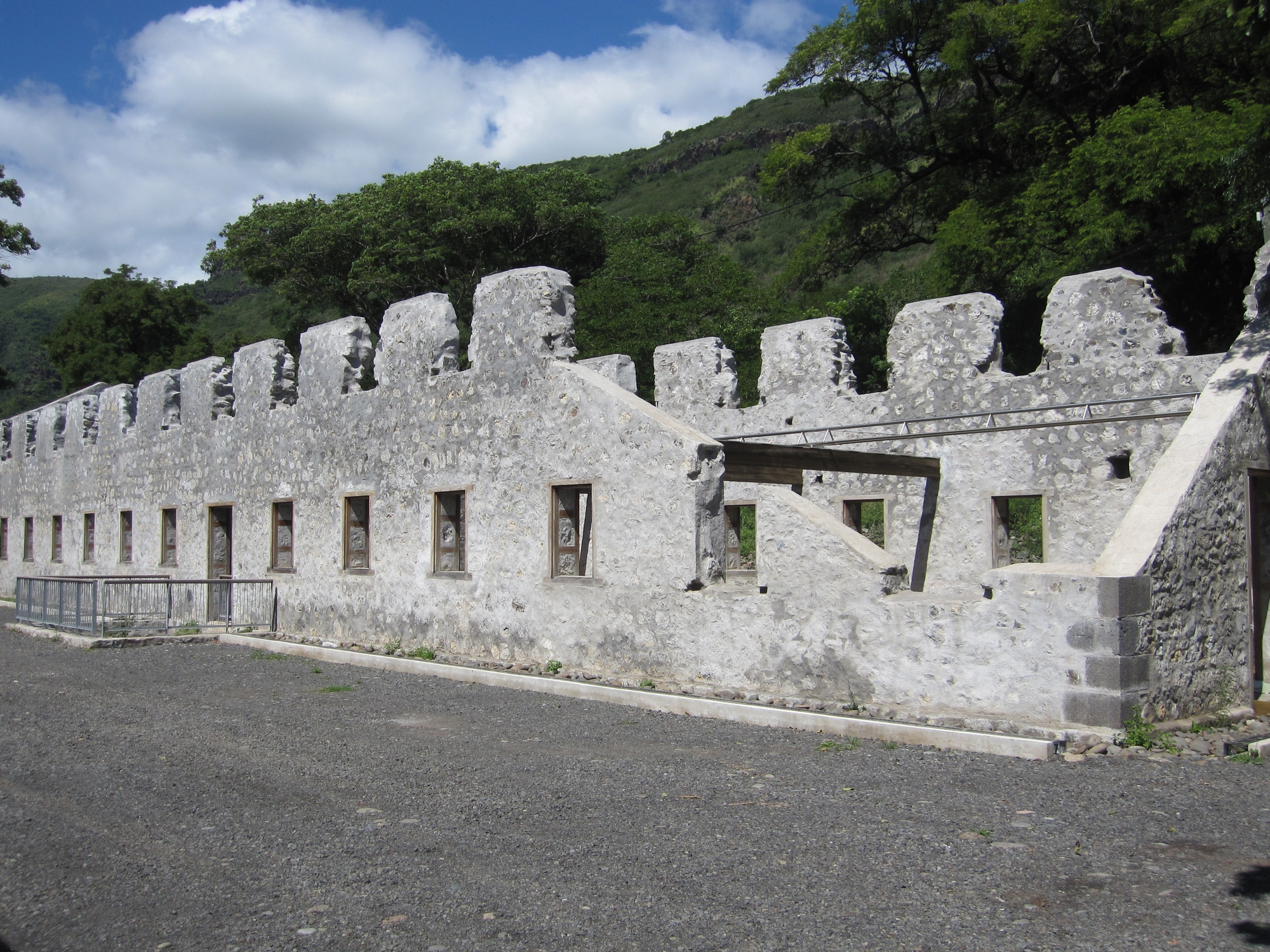
Un des deux dortoirs du lazaret no 1.
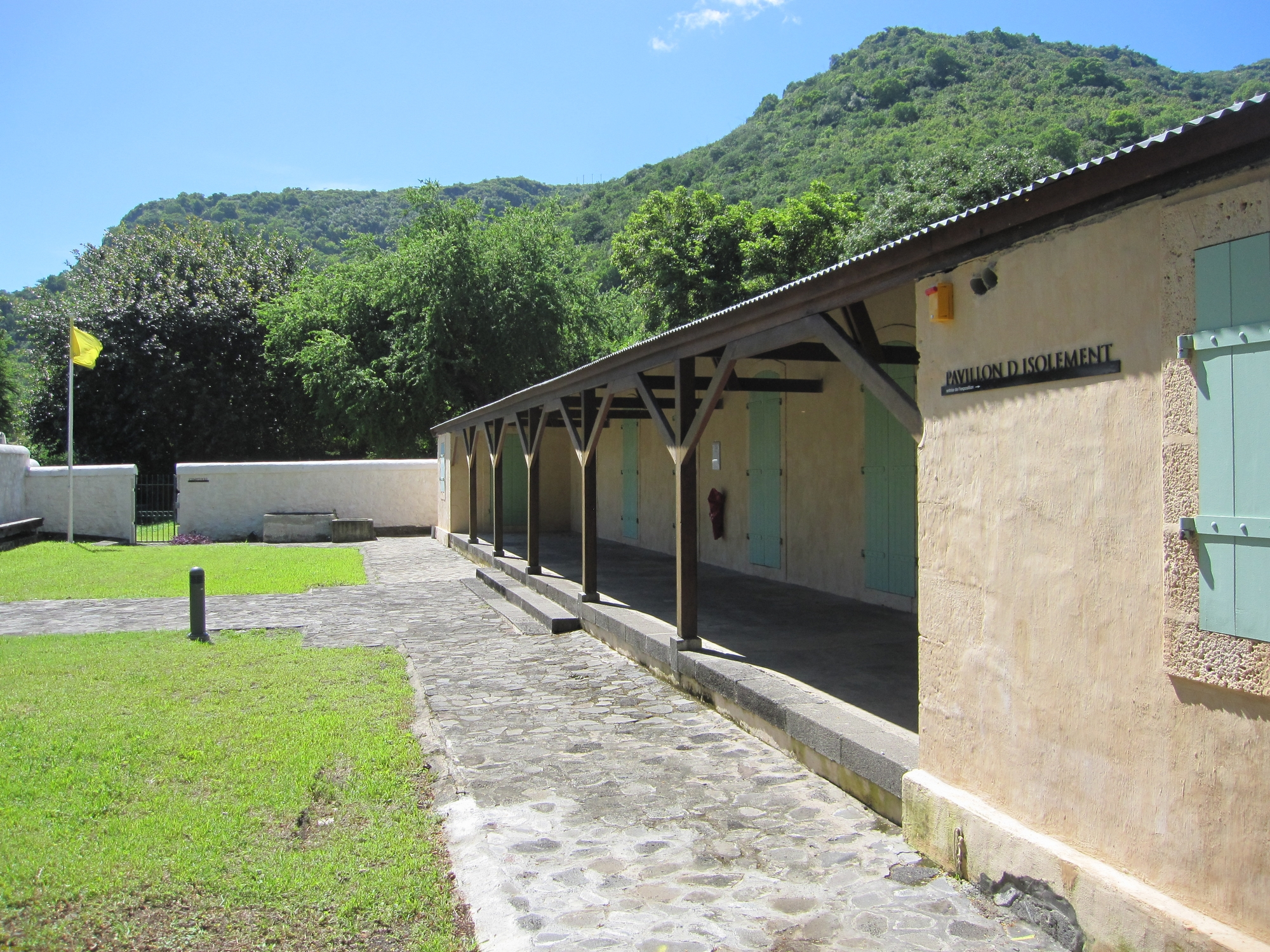
Pavillon d'isolement et infirmerie de 1900.
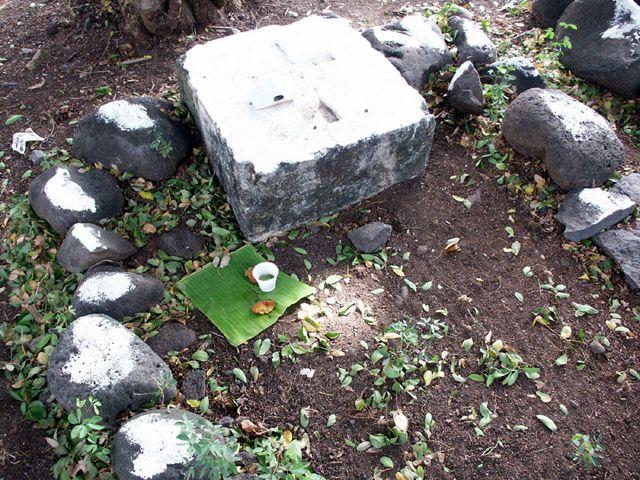
Offrande dans le cimetière du lazaret no 1.
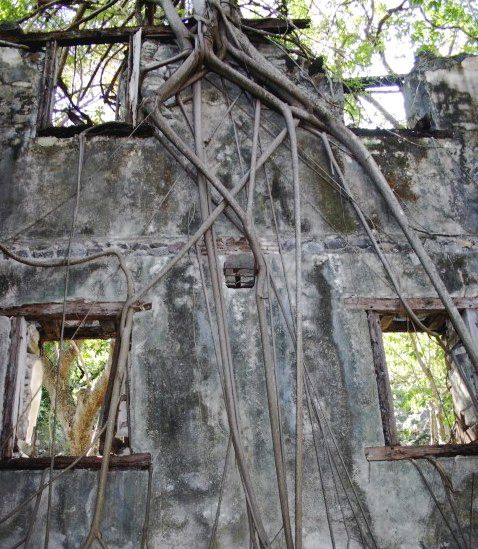
Intérieur du dortoir du lazaret no 2 dans son écrin végétal.